# Gli ultimi fuochi (film)
Gli ultimi fuochi (The Last Tycoon) è un film del 1976 diretto da Elia Kazan, alla sua ultima regia, tratto dall'omonimo romanzo di Francis Scott Fitzgerald ed ispirato alla vita del produttore della MGM Irving Thalberg.

## Trama
Monroe Stahr è il brillante e dittatoriale direttore della maggiore casa di produzione cinematografica di Hollywood negli anni '30. Un giorno, nel corso di un trambusto provocato negli studi da una scossa di terremoto, Monroe vede Kathleen, una ragazza che gli ricorda l'amatissima moglie, scomparsa prematuramente. Con la stessa facilità con la quale Stahr individua la ragazza, ne conquista la confidenza e ne diviene l'amante.
L'avventura sentimentale gli fa trascurare il sincero affetto di Cecilia Brady, figlia dell'amministratore Pat, lo fa litigare con Brimmer, dirigente sindacale e lo rende negligente nei suoi compiti. Intanto Kathleen sposa senza preavviso l'uomo che le ha salvato la vita dopo una burrascosa avventura amorosa vissuta a Londra. Monroe viene defenestrato da Pat Brady e Fleishacker che, davanti ai massimi dirigenti della casa, hanno fatto pesare lo sbandamento del boss.